# Marlim
O termo marlim é a designação comum aos peixes teleósteos perciformes da família Istiophoridae, que são encontrados dos Estados Unidos até o estado brasileiro do Espírito Santo, eventualmente também até no estado do Rio de Janeiro, que possuem uma longa mandíbula superior em forma de bico. Também são conhecidos pelos nomes de espadim, agulhão e agulhão-de-vela.
O marlim pode atingir até 120Km/h por um curto período de tempo.

## Morfologia
A família Istiophoridae apresenta uma mandíbula superior característica em forma de espeto, além de uma barbatana dorsal que se estende por grande parte do comprimento do corpo, muitas vezes parecendo a vela de um barco. Sua espinha conta com 24 vértebras que lhe confere um comprimento máximo de 4 metros, da ponta de seu "agulhão" até o final da cauda.

## Referência literária
No livro O velho e o Mar (The Old Man and the Sea), de Ernest Hemingway publicado em 1952, o personagem Santiago pesca com grande dificuldade um marlim.

## Espécies
- Género Istiophorus
  - Istiophorus albicans Marlim-do-atlântico.
  - Istiophorus platypterus Marlim-da-florida.
- Género Makaira
  - Makaira indica Marlim-preto.
  - Makaira mazara Marlim-azul-do-pacífio.
  - Makaira nigricans, Marlim-azul.
- Género Tetrapturus
  - Tetrapturus albidus, Marlim-branco.
  - Tetrapturus angustirostris Marlim-lança.
  - Tetrapturus audax Marlim-listrado.
  - Tetrapturus belone' Marlim-do-mediterraneo.
  - Tetrapturus georgii Marlim-ronda-cale.
  - Tetrapturus pfluegeri Marlim-nariz-longo.